# Giełoże (gmina Dziewieniszki)
Giełoże (lit. Geležiai) − wieś na Litwie, w okręgu wileńskim, w rejonie solecznickim, w gminie Dziewieniszki, zamieszkana przez 21 ludzi, 7 km na północny wschód od Dziewieniszek.

## Historia
W czasach zaborów folwark i zaścianek w gminie Dziewieniszki, w powiecie oszmiańskim, w guberni wileńskiej Imperium Rosyjskiego. W 1866 roku folwark liczył 15 mieszkańców, zaścianek – 6 mieszkańców. Własność Umiastowskich.
W latach 1921–1945 folwark leżał w Polsce, w województwie wileńskim, w powiecie oszmiańskim, w gminie Dziewieniszki.
W 1931 w 4 domach zamieszkiwały 52 osoby.
Wierni należeli do parafii rzymskokatolickiej w Narwieliszkach. Miejscowość podlegała pod Sąd Grodzki w Holszanach i Okręgowy w Wilnie; właściwy urząd pocztowy mieścił się w Dziewieniszkach.